# Macroglossum semifasciata
Macroglossum semifasciata là một loài bướm đêm thuộc họ Sphingidae, chi Macroglossum.